# Georg von Wedel-Friedland
Georg von Wedel-Friedland, Jerzy Młodszy von Wedel Frydlandzki, Jerzy Wedelski de Frydland (* um 1521 in Märkisch Friedland; † 1580 ebendort) war Besitzer der Herrschaft Friedland, Johanniterkomtur und Landvogt zu Schivelbein.

## Leben
Georg von Wedel war einziger Sohn des Jakob von Wedel (1481–1533), Erbherr von Friedland, Neuwedell und Tütz, und Urenkel des Landrats, Diplomaten und Schwertherrn des Deutschen Ordens Hans von Wedel († 1470). Die Vettern von dessen Urgroßvater, Henning des Alten († um 1354), Heinrich und Johann, hatten Märkisch Friedland 1314 das Stadtrecht verliehen. Seitdem hatte sich die Herrschaft Friedland in der Hand der Familie von Wedel befunden.
Als Besitzer des seit 1368 zum Königreich Polen gehörenden Märkisch Friedland und der umliegenden Dörfer war Georg von Wedel traditionell Mitbesitzer der Brandenburger terra Neuwedell und der im Königreich Polen liegenden terra Tütz. 1560 erwarb er von Wojciech Czarnkowski zusätzlich die Hälfte der polnischen Herrschaft Schloppe. Mit seinem Cousin Rüdiger von Wedel-Neuwedell vereinbarte er 1567 eine Aufteilung des seit 200 Jahren von der brandenburgisch-polnischen Grenze durchschnittenen Besitzes. Mit Genehmigung des Markgrafen Johann von Küstrin wurde zunächst 1567 der Wald entlang der Drage in die westlich gelegene Kleine Wedellsche Heide und die östliche Große Wedellsche Heide geteilt und 1568, ebenfalls entlang der Drage, die sonstigen Immobilien. Der neue Besitzstand wurde 1569 im Erbregister Jürgen von Wedells dokumentiert, das erstmals auch die Besitzverhältnisse der Einwohner von Neuwedell nennt. Das Gericht über Stadt und Bewohner von Neuwedell blieb in der gemeinsamen Verwaltung beider Linien.
Auf Beschwerden verschiedener Bewohner von Friedland beim polnischen König Sigismund August wurden mehrfach Fahndungsaufrufe gegen Wedel veröffentlicht. 1565 befahl der König, einen solchen Aufruf in allen Kirchen des Kreises zu verlesen. Wedel entgegnete, auf seinen Besitzungen sei er König, und der polnische König habe seinen Untertanen nichts zu sagen.
1569 wurde er zum Johanniter-Komtur und Landvogt von Schivelbein ernannt.
Wedel war mit Dorothea von Massow verheiratet und hatte sechs Töchter. Die älteste, Elisabeth, war Gemahlin von Heinrich von Blanckenburg. Friedland fiel nach dem Tode Wedels zunächst zu je einem Viertel an die Familien von Güntersberg-Kallies und von Wedel-Tütz und zur Hälfte an die Familie von Blanckenburg. Letztere wurde erst zu Beginn des 17. Jahrhunderts, und dann bis 1836, Alleineigentümer von Stadt und Herrschaft Friedland.
Reste der von Georg von Wedel bewohnten, 1375 als eines von zwölf befestigten Häusern der Familie von Wedel östlich der Oder genannten und 1719 abgebrannten Burg in Märkisch-Friedland sind noch vorhanden.